# Szmriti
A szmriti (szanszkrit: स्मृति; IAST: smṛti) a hinduizmusban a szent iratok második része, amely csekélyebb értékű, mint a sruti, de van tekintélye. A szájhagyomány útján terjedő szmriti hitelessége abból fakad, hogy a srutiból ered. Nagyon régi szent hagyományt jelöl. Ténylegesen az emberi hagyomány olyan szövegeiről van szó, amelyeket szent emberek generációinak műveiként fognak fel.
Tartalmilag ide tartoznak:
- a Védángák,
- szmárta-szútrák (bármely olyan hindu szútra, amely a szmritin alapul, és hagyományos törvénynek számít)
- a puránák,
- az itihásza 
  - Mahábhárata,
  - Rámájana,
  - níti-sásztrák

Ezekhez az írásokhoz minden népréteg hozzáfér és közkedveltségnek örvend mindegyik. 

## Buddhizmus
A buddhizmusban a szmriti a szati (tudatosság) szanszkrit megfelelője, olyan meditációs gyakorlat, amely a buddhista gyakorlatok fontos része.